# 네 무덤에 침을 뱉어라 (2010년 영화)
《네 무덤에 침을 뱉어라》(I Spit on Your Grave)는 2010년 공개된 미국의 영화로, 1978년 동명 영화의 리메이크 작품이다.

## 출연

### 주연
- 사라 버틀러
- 채드 린드버그
- 다니엘 프랜지스

### 조연
- 로드니 이스트만
- 앤드류 하워드
- 트레이시 월터
- 색슨 샤비노
- 제프 브랜슨
- 몰리 밀리건
- 앰버 던 랜드럼

## 기타
- Line PD: 사라 J. 도나휴
- 배역: 대니 로스